# Никола Јакшић
Никола Јакшић (Београд, 17. јануар 1997) српски је ватерполиста.  Био је олимпијски, светски и европски шампион, као и освајач Лиге шампиона.
Тренутно наступа за Нови Београд, а пре тога је годинама био играч Партизана и Ференцвароша. Са три златне олимпијске медаље, један је од најтрофејнијих српских олимпијаца.

## Биографија
Са репрезентацијом Србије освојио је златну медаљу на Светском првенству 2015. у Казању, победом у финалу против Хрватске 11:4. Био је такође најмлађи члан у репрезентацији Србије која је исте године освојила Светску лигу у Бергаму. На Олимпијским играма у Рију 2016. са репрезентацијом Србије је освојио златну медаљу. Освојио је на Олимпијским играма у Токију 2020. године другу златну медаљу са репрезентацијом Србије, која је у финалу победила Грчку са 13:10.
За репрезентацију Србије је до 2. фебруара 2024. одиграо 170 утакмица и постигао 129 голова. Као капитен је предводио репрезентацију Србије до олимпијског злата 2024.
Његов рођени брат је Петар Јакшић, такође члан ватерполо репрезентације Србије.

## Клупски трофеји
- ЛЕН Лига шампиона 2018/19. —  Шампион са Ференцварошем
- ЛЕН Куп Европе 2017/18. —  Шампион са Ференцварошем
- Суперкуп Европе 2017/18, 2018/19. —  Шампион са Ференцварошем
- Првенство Србије 2014/15, 2015/16, 2016/17 —  Шампион са Партизаном.
- Куп Србије 2015/16, 2016/17 — Шампион са Партизаном.
- Првенство Мађарске 2017/18, 2018/19. —  Шампион са Ференцварошем
- Куп Мађарске 2017/18, 2018/19, 2019/20, 2020/21. — Шампион са Ференцварошем

## Индивидуална признања
- Најбољи спортиста ЈСД Партизан — 2015, 2016, 2017.
- Најбољи млади спортиста по избору Олимпијског комитета Србије — 2016.